# HMS Rorqual (S02)
Pour les autres navires du même nom, voir HMS Rorqual.
Le HMS Rorqual (pennant number : S01) est un sous-marin britannique de classe Porpoise de la Royal Navy. Il a été construit par le chantier naval Vickers à Barrow-in-Furness, Cumbria, en Angleterre. Le bateau a été nommé d’après le rorqual, une famille de baleines, mais aussi le sous-marin du même nom HMS Rorqual de l’époque de la Seconde Guerre mondiale.

## Conception
La classe Porpoise était la première classe de sous-marins opérationnels construits pour la Royal Navy après la fin de la Seconde Guerre mondiale. Ils ont été conçus pour tirer parti de l’expérience acquise en étudiant les sous-marins allemands Unterseeboot type XXI, ainsi que des expériences britanniques réalisées en temps de guerre avec le sous-marin HMS Seraph, qui a été modifié en améliorant son hydrodynamisme et en l’équipant de batteries plus grandes ,,.
Les sous-marins de la classe Porpoise mesuraient 88,47 m de longueur hors tout et 73,46 m entre perpendiculaires, avec un maître-bau de 8,08 m et un tirant d'eau de 5,56 m. Leur déplacement en surface était de 1590 tonnes en standard, et de 2007 tonnes à pleine charge. Il était de 2340 tonnes en immersion. Les machines servant à la propulsion se composaient de 2 générateurs diesel Admiralty Standard Range d’une puissance totale de 3680 chevaux-vapeur (2740 kW), qui pouvaient recharger les batteries du sous-marin ou entraîner directement les moteurs électriques. Ceux-ci étaient évalués à 6000 chevaux-vapeur (4500 kW) et entraînaient deux arbres d'hélice, ce qui donnait une vitesse de 12 nœuds (22 km/h) en surface et de 16 nœuds (30 km/h) en immersion,. Huit tubes lance-torpilles de 21 pouces (533 mm) ont été installés : six à l’avant et deux à l’arrière. Le navire pouvait transporter jusqu’à 30 torpilles. La dotation initiale étant composée de la torpille Mark 8 non guidée et de torpilles guidées Mark 20.

## Engagements
Le HMS Rorqual a été construit au chantier naval de Vickers-Armstrongs à Barrow-in-Furness. Sa quille a été posée le 15 janvier 1955, il a été lancé le 5 décembre 1956 et achevé le 24 octobre 1958,.
En 1958, le HMS Rorqual est victime d’un incendie.
En février 1960, le HMS Rorqual visite la Méditerranée, faisant escale à La Spezia en Italie et à Nice dans le sud de la France, avant de rentrer chez lui à Faslane à la fin du mois . En 1963, il a été pris dans un filet de chalutier. Une explosion a eu lieu à bord en 1966 au large des côtes du Mozambique, alors que le HMS Rorqual était en route vers Singapour. Elle a tué un jeune matelot et grièvement blessé le chef de quart, qui est mort à terre à Inhambane. En 1969, le Rorqual a percuté un dragueur de mines amarré, l’USS Endurance alors qu’il accostait à la jetée de River Point à Subic Bay, aux Philippines. La collision a percé un grand trou dans la coque de l'Endurance mais n’a pas endommagé le Rorqual. Au moment de l’incident, le Rorqual était commandé par le capitaine de corvette Gavin Menzies qui a pris sa retraite l’année suivante et a publié plus tard le livre controversé 1421: The Year China Discovered America.
Le HMS Rorqual a remporté le trophée SOCA Efficiency en 1973.
le HMS Rorqual est arrivé au chantier de démolition de Laira près de Plymouth le 5 mai 1977. Il a été démantelé par Davies & Cann.